# Los del Río

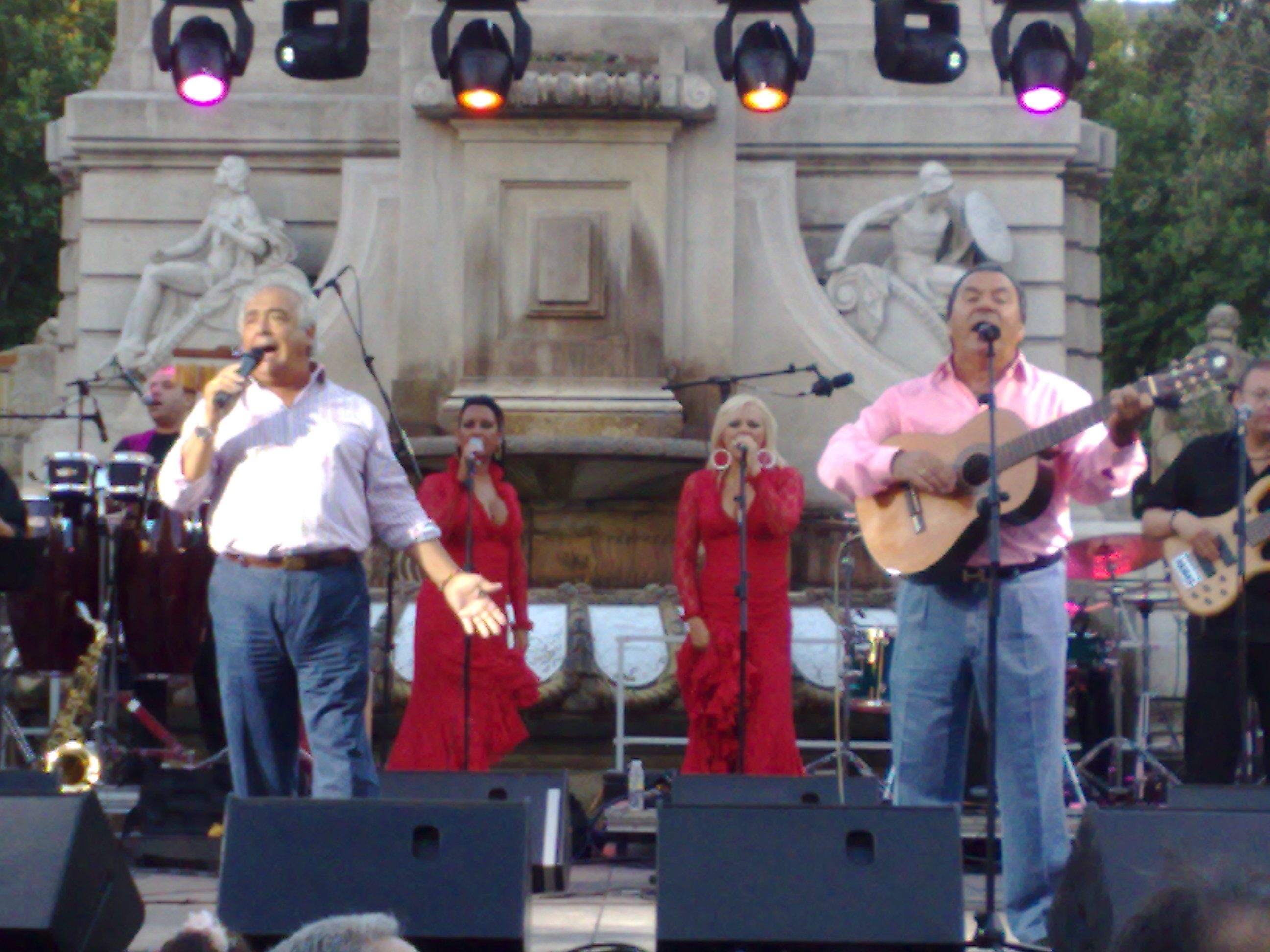
Los del Río bij een optreden in Madrid, 2009

Los del Río is een Spaans zangduo, bestaande uit Rafael Ruíz Perdigones (10 november 1947) en Antonio Romero Monge (17 februari 1948). In 1996 scoorden ze een wereldwijde nummer 1-hit met het nummer Macarena. Het succes was mede te danken aan het bijhorende dansje.
Los del Río is opgericht in Sevilla in de jaren 60 van de 20e eeuw. Voor de doorbraak met de Macarena had het duo al meer dan 30 albums opgenomen met traditionele Spaanse muziek. Het nummer Macarena werd oorspronkelijk in 1993 opgenomen. Al snel werd het populair op Spaanstalige radiostations. Een platenmaatschappij maakte vervolgens een remix van het nummer dat eerst in Spanje en later wereldwijd werd uitgebracht.
Later werden nog enkele andere versies van de Macarena uitgebracht, zoals Macarena Christmas (feitelijk hetzelfde liedje, maar met het geluid van kerstbellen op de achtergrond).

## Discografie

### Albums
| Jaar      | Album                |
| --------- | -------------------- |
| 1993      | Retrato a Sevilla    |
| 1993 1994 | A mí me gusta        |
| 1995      | Calentito            |
| 1996      | Macarena Non Stop    |
| 1996      | Colores              |
| 1997      | Fiesta Macarena      |
| 1999      | Baila                |
| 2003      | Río de sevillanas    |
| 2004      | P'alante             |
| 2008      | Quinceañera Macarena |

### Singles
| Jaar | Single                                  | US | US Latin | UK Singles Chart | AUS | Album                |
| ---- | --------------------------------------- | -- | -------- | ---------------- | --- | -------------------- |
| 1995 | "Macarena"1                             | 23 | 12       | -                | -   | A mí me gusta        |
| 1995 | "Macarena (Bayside Boys Mix)"           | 1  | -        | 2                | 1   | Macarena Non Stop    |
| 1996 | "Macarena Christmas"                    | 57 | -        | -                | 5   | Non-album single     |
| 1999 | "Baila Baila"                           | -  | -        | -                | -   | Non-album single     |
| 2008 | "Macarena (The Art of Sound Group Mix)" | -  | -        | -                | -   | Quinceañera Macarena |

Notities:
- 1 - In Europa uitgebracht in 1993.

| Single met eventuele hitnotering(en) in de Nederlandse Top 40 | Datum van verschijnen | Datum van binnenkomst | Hoogste positie | Aantal weken | Opmerkingen                         |
| ------------------------------------------------------------- | --------------------- | --------------------- | --------------- | ------------ | ----------------------------------- |
| Macarena                                                      | 1993                  | 14-08-1993            | 20              | 4            |                                     |
| Macarena (Bayside Boys Remix)                                 | 1996                  | 18-05-1996            | 1(4wk)          | 26           | Alarmschijf / Hit van het jaar 1996 |
| Macarena Christmas                                            | 1996                  | 21-12-1996            | tip12           | -            |                                     |

| Single met hitnotering(en) in de Vlaamse Ultratop 50 | Datum van verschijnen | Datum van binnenkomst | Hoogste positie | Aantal weken | Opmerkingen |
| ---------------------------------------------------- | --------------------- | --------------------- | --------------- | ------------ | ----------- |
| Macarena (Bayside Boys Remix)                        | 1996                  | 25-05-1996            | 1(6wk)          | 25           |             |

### NPO Radio 2 Top 2000
| Nummer met noteringen in de NPO Radio 2 Top 2000 | '01  | '02  |
| ------------------------------------------------ | ---- | ---- |
| Macarena                                         | 1875 | 1328 |

1. ↑  Een vetgedrukt getal geeft de hoogste notering aan.
2. ↑  2001 was het eerste jaar met een notering voor dit nummer.
3. ↑  Deze tabel is bijgewerkt tot en met de laatste editie (2024).

- Bibsys: 8023300
- Biblioteca Nacional de España: XX254843
- Bibliothèque nationale de France: cb13971267n (data)
- Gemeinsame Normdatei: 16135996-6
- International Standard Name Identifier: 0000 0001 2182 2546
- Library of Congress Control Number: n95003858
- MusicBrainz: c152ed9f-7a4c-4006-af2d-ed8b7126b0a0
- Nationale Bibliotheek van Tsjechië: mzk2008412496
- Nationale Bibliotheek van Israël: 987007411125005171
- Réseau des bibliothèques de Suisse occidentale: 02-A006430647
- Système universitaire de documentation: 260694703
- Virtual International Authority File: 149537304